# Oberschwäbischer Pilgerweg

Logo

Der Oberschwäbische Pilgerweg ist ein Pilgerweg in der Region Oberschwaben, an dem sich rund 80 Wallfahrtsorte und elf Klöster im südlichen Baden-Württemberg in Deutschland beteiligen. Der Pilgerweg umfasst sieben sogenannte Schleifen, die jeweils rund 15 Wallfahrtsorte anbinden. Der Weg führt die Pilger zusammen über 1000 Kilometern zwischen Ulm, Berkheim, Amtzell und Beuron zu insgesamt über einhundert Wallfahrtsstätten, Klöstern und geistlichen Zentren.

## Geschichte
Verantwortlich für die Wegführung und Einbindung der Wallfahrtsorte und Klöster ist der Verein der Freunde und Förderer Oberschwäbischer Pilgerweg e. V. Anlässlich des Jubiläums „250 Jahre Wallfahrt zur Schmerzhaften Mutter Gottes“ wurde am 21. September 2008 in Friedberg die erste Schleife des Oberschwäbischen Pilgerwegs feierlich eröffnet. Über sie und die weiteren sechs Schleifen sollen den Pilgern neben den bekannten Wallfahrtsorten der Marienverehrung wie Weingarten, Steinhausen oder Zwiefalten auch kleine Orte mit ihren „Bauern- und Heimatheiligen“, die nicht mehr so im Bewusstsein sind, nähergebracht werden. Die offizielle Eröffnung des Pilgerwegs erfolgte am Dreifaltigkeitssonntag, 7. Juni 2009, in Bad Schussenried.

## Verlauf
Die einzelnen Schleifen des Oberschwäbischen Pilgerwegs werden langfristig durch 10 mal 15 cm große Plaketten mit gleichem Logo, aber in unterschiedlichen Farben, gekennzeichnet.

### Schleife 1 – Zwischen Bussen und Donau
Bussen – Riedlingen – Altheim – Bad Saulgau – Bad Schussenried – Bad Buchau – Ertingen – Bussen; 132 Kilometer
Bussen
Eine Wallfahrtskirche auf dem 767 Meter hohen Bussen, dem „Heiligen Berg Oberschwabens“, einer der meistbesuchten Wallfahrtsorte dieser Region und ein hervorragender Aussichtsberg mit Blick bis zu den Alpen, wird erstmals im Jahre 805 erwähnt. Die jetzige Kirche St. Johannes Baptist stammt aus dem Jahr 1516. Das heutige Erscheinungsbild ist das Ergebnis von Restaurierungsarbeiten aus den Jahren 1960 bis 1963. Wallfahrten zur Verehrung der schmerzhaften Muttergottes sind auf dem Bussen seit 1521 bezeugt. Seit den 1950er Jahren ist der Bussen Ziel der großen Männer- und Familienwallfahrt am Pfingstmontag. Eine Wallfahrt der Treue des Verbandes der Heimkehrer zu dem am 31. August 1958 eingeweihten Heimkehrer-Mahnmal findet ebenfalls jedes Jahr statt. Vom Bussen verläuft der Pilgerweg weiter Richtung Unlingen.
Unlingen
In Unlingen und seinen Teilorten sind neben vier andern Kirchen die Katholische Pfarrkirche Maria Immaculata, eine Barockkirche mit Hochaltar des Riedlinger Bildhauers Johann Joseph Christian und dessen Sohn Franz Joseph Christian, das ehemalige Franziskanerinnenkloster von 1414 (heute Rathaus) und die barocke Klosterkapelle aus dem 17. Jahrhundert zu besuchen. Nach Überquerung der Donau erreicht man die Stadt Riedlingen.
Riedlingen
Riedlingen liegt an der Oberschwäbischen Barockstraße, der Deutschen Fachwerkstraße, am Donauradweg und am Radwanderweg Donau-Bodensee. Pilger besuchen hier das Wahrzeichen der historischen Altstadt, die katholische Pfarrkirche St. Georg. Die älteste Darstellung stammt aus dem Jahr 1589. Einen überregionalen Anziehungspunkt stellt die 1997 von Hartwig Späth erbaute Orgel dar. Von Riedlingen führt der Pilgerweg hinauf nach Heiligkreuztal.
Altheim-Heiligkreuztal

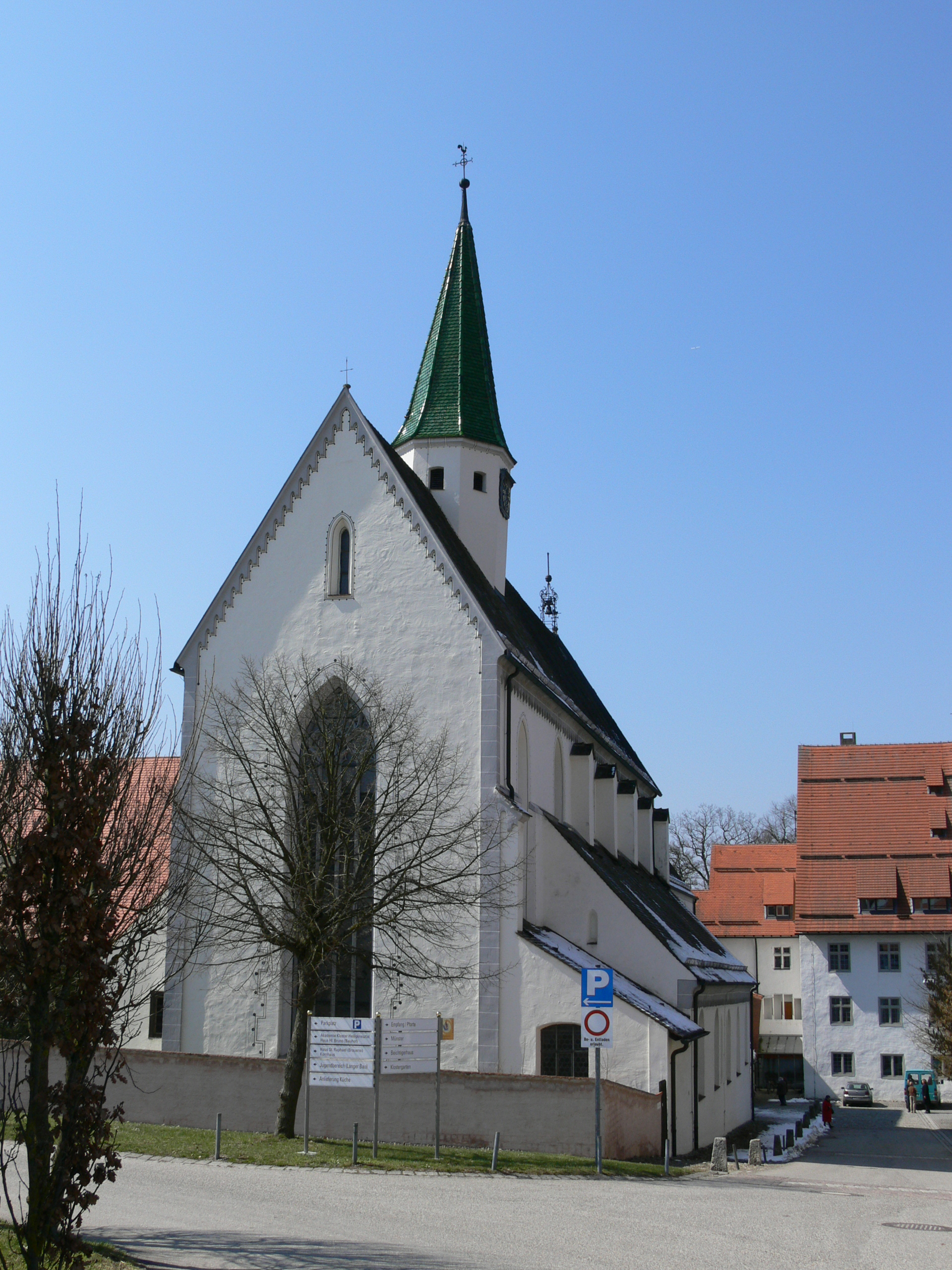
Klosterkirche Heiligkreuztal

Hier, im gleichnamigen Teilort der Gemeinde Altheim, steht das ehemalige Zisterzienserinnen-Kloster Heiligkreuztal, das am besten erhaltene der ehemals sechs Zisterzienserklöster in Schwaben. Es wurde 1227 gestiftet. Es bestand vor dieser Zeit in dem benachbarten Dorf Altheim eine klösterliche, aus einer Beginen-Gesellschaft hervorgegangene Anstalt, deren Ursprung auf das Jahr 1140 gesetzt wird. Diese Gesellschaft, aufgrund ihrer Kleidung „die grauen Schwestern“ genannt, wandte sich an den Abt von Salem mit der Bitte um Aufnahme in den dortigen Klosterverband, der 1204 stattgegeben wurde. Zeit seiner Existenz unterstand es der Oberaufsicht durch Baden. Infolge des Reichsdeputationshauptschlusses fiel Heiligkreuztal 1803 an das spätere Königreich Württemberg und wurde aufgelöst. Die Nonnen durften verbleiben, ehe 1843 die letzten von ihnen das Kloster verlassen mussten. Die heutige Gestalt der Klostergebäude stammt aus der Zeit Anfang bis Mitte des 18. Jahrhunderts unter der Äbtissin Maria Holzapfel (1723–1761). Der Stuckateur Joseph Anton Feuchtmayer stuckierte 1754 die Decke über dem Nonnenchor. Seinerzeit entstanden auch ein Urkundenarchiv und eine bedeutende Bibliothek mit über tausend Bänden. Aus Dankbarkeit erhielten die Stifter und Wohltäter des Klosters ihre Grablege in der Klosterkirche. Das bekannteste Ausstattungsstück der Kirche ist die in der Apsis aufgestellte Christus-Johannes-Gruppe, eine Holzplastik eines unbekannten Künstlers aus der 1. Hälfte des 14. Jahrhunderts. Das Andachtsbild stellt Christus und seinen Lieblingsjünger Johannes dar.

Die Gebäude wurden kurz nach der Säkularisation für eine temporäre Oberamtsverwaltung und als Sitz einer Försterei benutzt. Das wertvolle Inventar, die Bibliothek und das Archiv kam größtenteils nach Stuttgart. Nach dem endgültigen Auszug der Nonnen verfiel das Bauwerk und wurde 1972 vom Aulendorfer Stefanuswerk e. V. (heute Stefanus-Gemeinschaft) gekauft, das darin eine Stätte christlicher Begegnungen schuf.
Mengen-Ennetach
Im Mengener Ortsteil Ennetach steht die katholische Pfarrei St. Cornelius und Cyprian. Sie weist seit dem Jahr 819 die beiden Heiligen Cornelius und Cyprian als Pfarrkirchenpatrone auf. Aufgrund der Schenkung der „Villa Maginga“ mit Kirche im Jahr 819 an das Kloster Buchau kamen in jenem Jahr Partikel der Reliquien der beiden Heiligen vom Kloster Buchau nach Ennetach. Nach dem Verzeichnis von Zender sind sie 1275 und 1344 erneut als Patrone belegt. Als Patronatskirche des Klosters Buchau hatte denn auch die Buchauer Äbtissin das Präsentationsrecht in Ennetach.
Das heutige Kirchengebäude stammt aus dem Jahr 1491; es wurde nach den Plänen des Stuttgarter Baumeisters Alberlin Jörg errichtet. Der Turm stammt aus dem Jahr 1100. Bemerkenswert in der Dorfkirche sind die Werke des Ulmer Meisters Jörg Syrlin des Jüngeren (Kreuzigungsgruppe, 1496; Dreisitz (so genannter Levitenstuhl), 1506; Chorgestühl, 1509). Die gotische Spitzenschnitzereien stammen von Weckmann dem Älteren. Ältester Zeuge in der Kirche ist ein aus dem Jahr 1299 stammender Taufstein. Die bekannten Ennetacher Altartafeln von Jörg Stocker aus dem Jahr 1496 sind inzwischen in der fürstlichen Kunstsammlung im Schloss Sigmaringen.
Hohentengen
In Hohentengen sind die ursprünglich aus dem 15. Jahrhundert stammende Kirche St. Michael – sie wurde 1851 neu gebaut und gilt als bedeutendster Kirchenbau der Jahrhundertmitte in Oberschwaben, und die Marienkapelle, die älteste Kapelle der Gegend, erwähnenswert. Die Marienkapelle ist gotischen Ursprungs, wurde 1784 barockisiert und war ehemals eine Wallfahrtskirche.
Bad Saulgau-Friedberg
Die barocke Pfarrkirche im Bad Saulgauer Stadtteil Friedberg wurde am 18. Mai 1733 nach dreijähriger Bauzeit vom Weihbischof des Bistums Konstanz, Franz Johann Anton von und zu Sirgenstein eingeweiht. Erbaut wurde die Kirche vom Baumeister des Deutschen Ordens Johann Caspar Bagnato. Der aus Herbertingen stammende Pfarrer Johann Conrad Fürst erteilte den Bauauftrag für den Neubau, da die alte Kirche baufällig geworden war. Seit mindestens 250 Jahren ist die Pietà auf dem Hochaltar sowie das Gnadenbild einer schwarz gekleideten, mit blauem Tuchrand umrahmten Schmerzhaften Mutter Gottes Ziel für Wallfahrer, es ist eines von zwei Gnadenbildern. Papst Benedikt XIV. verlieh der Pfarrkirche am 18. April 1748 einen Ablassbrief. Damit begann formell die Wallfahrt zu diesem Gnadenbild.
Bad Saulgau, Kloster Sießen

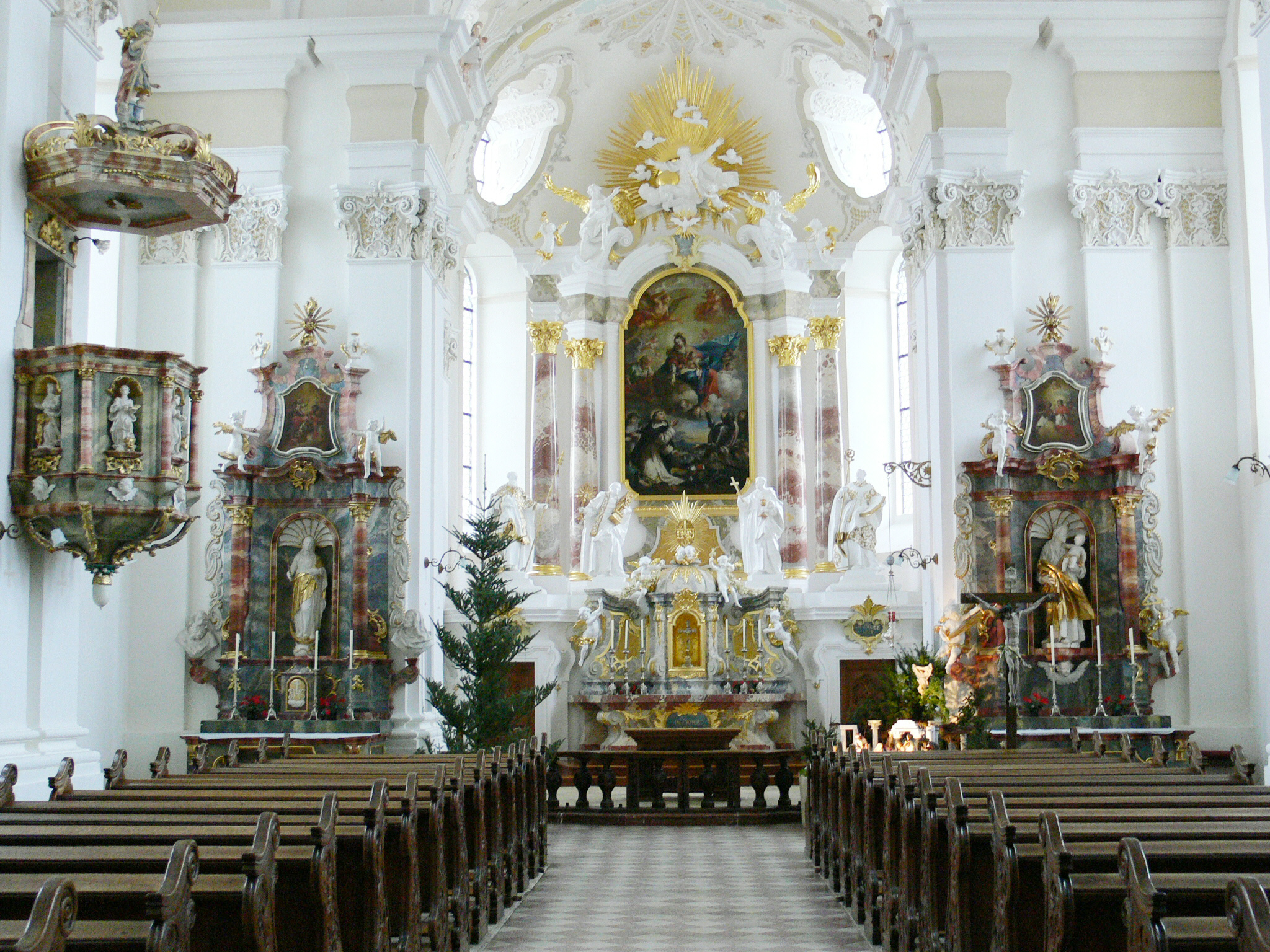
Klosterkirche Sießen

Das Kloster Sießen ist ein 1260 gegründetes Kloster der Dominikanerinnen, es wurde 1519 erbaut. Alle Klostergebäude wurden zwischen 1716 und 1722 renoviert und im Stil des Barock überformt. Im Zuge der Säkularisation wurde das Kloster aufgelöst. Seit 1860 werden die Gebäude als Kloster der Franziskanerinnen genutzt. Im „Hummel-Saal“ werden Arbeiten der Schwester Maria Innocentia Hummel ausgestellt, deren Bilder als Vorlagen für die weltberühmten Hummel-Figuren, zum Beispiel die Wanderer, die Gänseliesel und den Ziehharmonikabub, dienen. Die Klosterkirche St. Markus, erbaut 1725, zeigt spätbarocke Fresken der Gebrüder Dominikus und Johann Baptist Zimmermann, sowie Frührokoko-Stuckarbeiten, Schnitzereien und Gemälde von Zehender.
Bad Saulgau
St. Johannes Baptist, die Stadtkirche Bad Saulgaus, ist eine hochgotische Pfeilerbasilika und zeigt Merkmale der Romantik und Gotik. Sie befindet sich zentral am gepflasterten historischen Marktplatz. Die anfänglich romanische Kirche von 1170 wurde zwischen 1390 und 1402 im gotischen Stil erweitert. Im Zuge einer Innenraumrestauration wurde 1985 der spätgotische Charakter mit einer modernen Ausstattung kombiniert. Zur Ausstattung gehört das Bild „Geißelung Christi“ von Otto Dix. Die vergoldete Kugel unterhalb des Hahns auf dem Kirchturm ist hohl. In ihr befindet sich eine Dokumentenrolle mit geschichtlichen Dokumenten, die bei jeder Turmsanierung aktualisiert werden. Auch 2008 erfolgte dieser Akt: Der Architekt hat auf die kupferne Dokumentenrolle einen 29-seitigen Bericht über die Sanierung verfasst. Das ergänzt die Dokumente aus dem Jahr 1975 mit Schriftstücken aus dem Jahr 2008.

Die Kreuz- oder Schwedenkapelle, evangelische Kirche in Bad Saulgau, wurde um 1450 gebaut und war mittelalterliche Wallfahrtsstätte. Zur Ausstattung gehören ein um 1170 entstandenes romanisches Großkreuz, auch Stauferchristus genannt, sowie die Farbholzschnitte des Kreuzweges von HAP Grieshaber.

Die Wallfahrtskirche St. Georg im Saulgauer Stadtteil Untereggatsweiler ist ein Neubau von Michael Mohr mit barocker Innenausstattung und Deckenfresken.
Bad Schussenried
Sehenswert sind die erhaltenen Gebäude des 1183 gegründeten Klosters Schussenried, eines ehemaligen Prämonstratenser-Reichsstifts. 1748 begann man einen Neubau der gesamten Klosteranlage zu errichten, von der aber kaum die Hälfte ausgeführt werden konnte. Die Pläne dazu lieferte Dominikus Zimmermann; ein Holzmodell ist erhalten. Bauleiter war Jakob Emele, der 1750 zum Klosterbaumeister ernannt wurde und Zimmermann verdrängte. Das Bauvorhaben folgte dem Vorbild der Abtei Wiblingen. Beide Klöster zeichnen sich durch ihre überragenden Bibliothekssäle im Nordtrakt der Klosteranlagen aus. Ein Kapitelsaal im Osten wurde im frühen 19. Jahrhundert abgebrochen.
Aus dem Mittelalter ist die kurz vor dem Klosterneubau barockisierte Sankt-Magnuskirche erhalten, eine dreischiffige Basilika mit barocker Ausstattung, darunter das Chorgestühl von Georg Anton Machein und Deckenfresken von Johannes Zick. Die Klosterkirche hätte eigentlich durch einen Neubau nach Planung Emeles ersetzt werden sollen, doch ist es dazu nicht mehr gekommen.
Bad Schussenried-Steinhausen

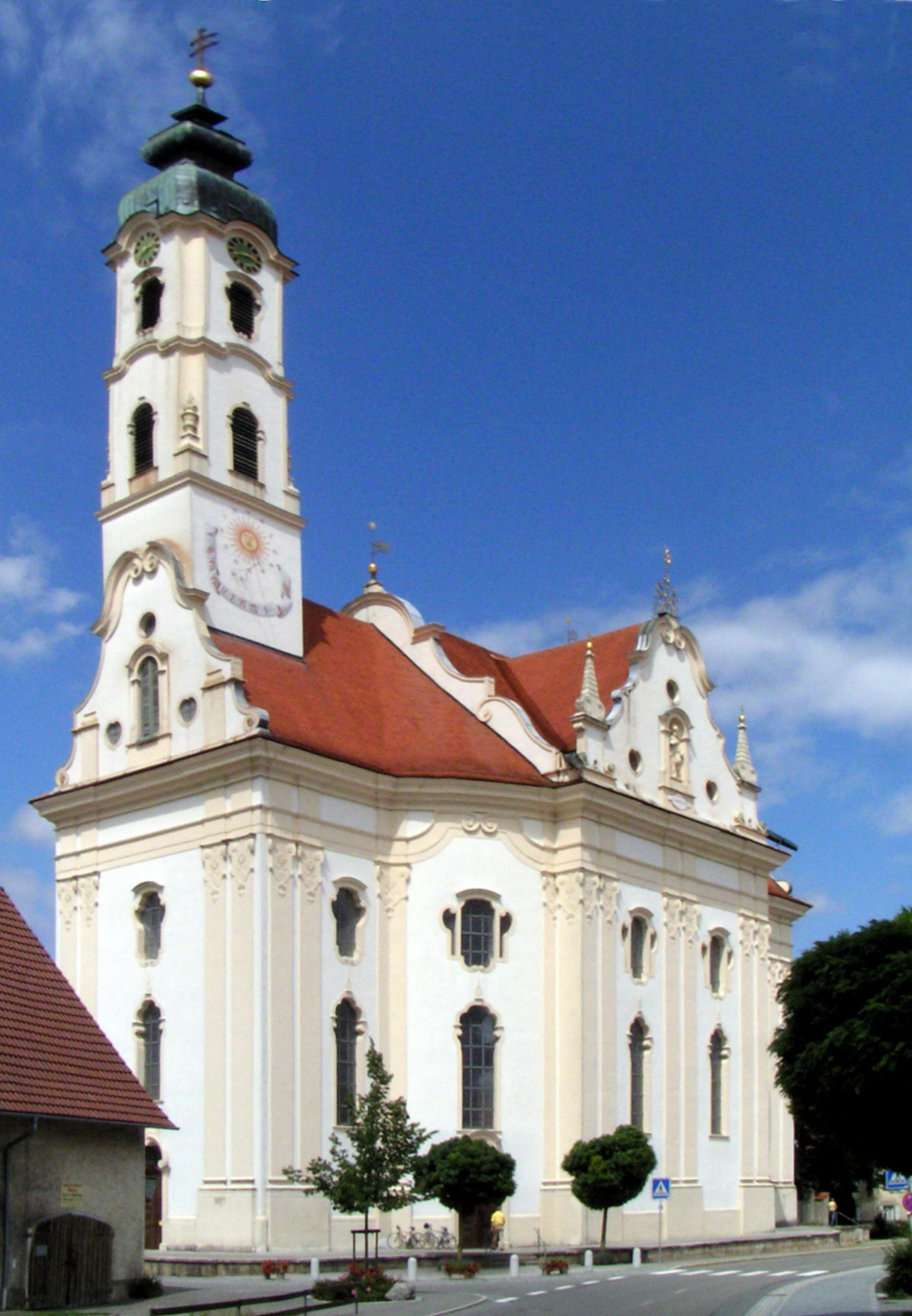
Die Wallfahrtskirche Steinhausen

Die ab 1728 erbaute Wallfahrtskirche St. Peter und Paul im Schussenrieder Ortsteil Steinhausen gilt als ein Hauptwerk Dominikus Zimmermanns. Die Wallfahrtskirche ist sowohl eine Hauptsehenswürdigkeit der Oberschwäbischen Barockstraße als auch des Oberschwäbischen Jakobswegs, einem Teilstück des Jakobswegs zum sagenhaften Grab des Apostels Jakobus des Älteren im spanischen Santiago de Compostela. Dieser Jünger findet sich als Deckengemälde im Gotteshaus. Die Kirche ist seit 1865 auch Pfarrkirche und wird oft als „schönste Dorfkirche der Welt“ bezeichnet. Diese Bezeichnung ist jedoch eher irreführend, da die „Dorfkirche“ als Wallfahrtskirche durch das reiche Kloster Schussenried errichtet wurde und als reine Pfarrkirche für ein Dorf dieser Größe völlig überdimensioniert wäre.
Bad Buchau
Das Reichsstift Buchau wurde der Legende nach um 770 auf der Insel Buchau im Federsee gegründet. Von Kaiser Ludwig dem Frommen erhielt das Kloster im Jahr 819 Besitzungen im Saulgau und in Mengen. 857 wird es als Eigenkloster Ludwigs des Deutschen genannt. Zu der Zeit war Irmengard, die Tochter des Königs, Äbtissin in Buchau. Im 13. Jahrhundert wird das Stift dem Augustinerorden zugerechnet, war danach aber ein Kanonissenstift für adlige Damen aus Schwaben. 1347 wurde die Äbtissin schon als Fürstin genannt. 1415 wurde das Kloster in ein Säkularstift umgewandelt. Es konnte sein Stiftsgut ausdehnen und so ein kleines Territorium schaffen. Im Jahre 1625 fiel die Lehnsherrschaft Straßberg wieder an das Stift. 1803 kam das Stift an das Haus Thurn und Taxis, das es als Teil des Reichsfürstentums Buchau verwaltete. 1806 kam es staatsrechtlich an Württemberg, die ehemalige Stiftsherrschaft Straßberg fiel an Hohenzollern-Sigmaringen. Nach völliger Restaurierung, Anbauten und Modernisierungen in den Jahren 1991 und 1992 dient das von den Buchauern „Schloss“ genannte Gebäude nun als Reha-Klinik für Neurologie und Psychosomatik.

Die von 1774 bis 1776 durch Pierre Michel d’Ixnard errichtete Stiftskirche St. Cornelius und Cyprianus ist eines der ersten Bauwerke des Klassizismus in Süddeutschland mit noch spätbarocker Ausstattung. Die Ausstattung umfasst Stuckplastiken von Johann Joseph Christian und Malereien von Johann Friedrich Sichelbein.
Ertingen
Die Marienkapelle in Ertingen, ein Kleinod des Barocks, stammt aus dem Jahr 1755. Sie enthält ein Vielwunderkreuz aus Holz von Johann Joseph Christian.

### Schleife 2 – Zwischen Lauchert und Bodensee
Mengen – Scheer – Veringenstadt – Sigmaringen – Inzigkofen – Beuron – Engelswies – Meßkirch – Heiligenberg – Pfullendorf – Ostrach – Mengen; 153 Kilometer
Mengen

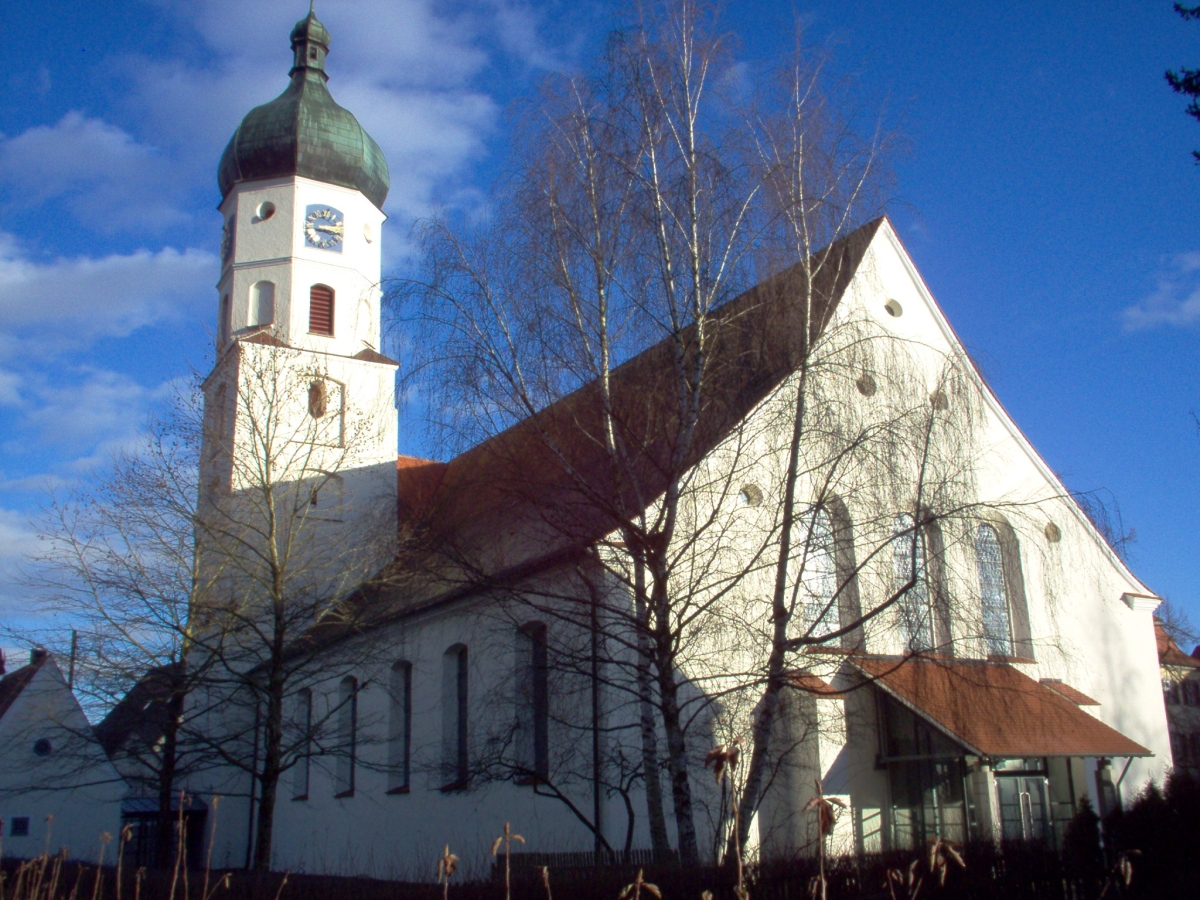
Liebfrauenkirche Mengen

In Mengen steht die schon bald nach der Erhebung Mengens zur Stadt (1276) erbaute gotische Kirche Zu unserer lieben Frowen, eine dreischiffige Pfeilerbasilika. 1750 erfolgte die Anpassung an den Zeitstil des Barock, 1993 die Neugestaltung. Gnadenort in der Liebfrauenkirche ist die 1479 errichtete Ölbergkapelle.
Mengen-Ennetach
Im Mengener Ortsteil Ennetach steht die katholische Pfarrei St. Cornelius und Cyprian. Sie kann seit dem Jahr 819 die beiden Heiligen Cornelius und Cyprian als Pfarrkirchenpatrone aufweisen. Aufgrund der Schenkung der „Villa Maginga“ mit Kirche im Jahr 819 an das Kloster Buchau kommen in diesem Jahr Partikel der Reliquien der beiden Heiligen vom Kloster Buchau nach Ennetach. Nach dem Verzeichnis von Zender sind sie 1275 und 1344 erneut als Patrone belegt. Als Patronatskirche des Klosters Buchau hatte denn auch die Buchauer Äbtissin das Präsentationsrecht in Ennetach. Das heutige Kirchengebäude stammt aus dem Jahr 1491; es wurde nach den Plänen des Stuttgarter Baumeisters Alberlin Jörg gebaut. Der Turm stammt aus dem Jahr 1100. Bemerkenswert in der Dorfkirche sind die Werke des Ulmer Meisters Jörg Syrlin des Jüngeren (Kreuzigungsgruppe, 1496; Dreisitz (so genannter Levitenstuhl), 1506; Chorgestühl, 1509). Die gotischen Spitzenschnitzereien stammen von Weckmann dem Älteren. Ältester Zeuge in der Kirche ist ein aus dem Jahr 1299 stammender Taufstein. Die bekannten Ennetacher Altartafeln von Jörg Stocker aus dem Jahr 1496 sind inzwischen in der fürstlichen Kunstsammlung im Schloss Sigmaringen.
Scheer
Das spätgotische Schloss, zwischen 1485 und 1496 vom Waldburger Andreas von Sonnenberg erbaut, und die Schlosskirche über der im Donautal liegenden Stadt Scheer bestimmen ihr Bild. Das dreigiebelige Schloss erfuhr Veränderungen im Stil der Renaissance und wurde seither nicht wesentlich verändert. Es befindet sich in Privatbesitz, ist bewohnt und nicht zugänglich.

Die Nikolauskirche, Stadtpfarrkirche von Scheer, wurde im 14. Jahrhundert als dreischiffige Basilika erbaut und Mitte des 18. Jahrhunderts barockisiert. Künstler wie Bernhard Göz, Nikolaus Schütz und Joseph Esperlin machten die Kirche zu einem barocken Kleinod. Neben reichen Stuckdekorationen und Gemälden gehören auch Skulpturen von Joseph Anton Feuchtmayer zur Ausstattung. 1604 wurden die drei Geschwisterheiligen Walburga, Willibald und Wunibald zu Erbpatronen des Hauses Waldburg erhoben; ihre Reliquien auf dem Dreiheiligenaltar machen Scheer zu einem vielbesuchten Wallfahrtsort.
Veringenstadt

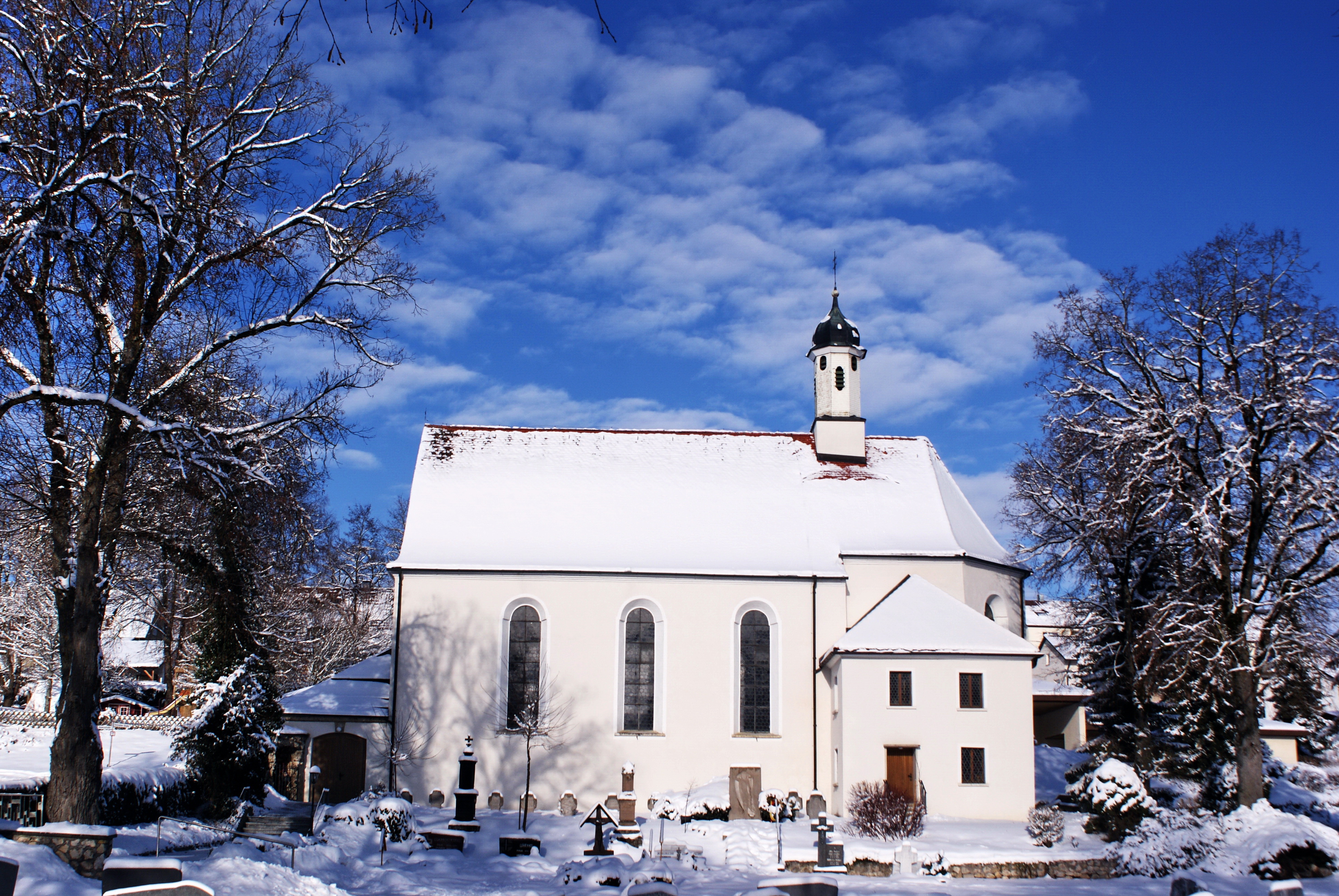
Wallfahrtskirche Maria Deutstetten

Die Wallfahrtskirche Maria Deutstetten in Veringenstadt ist zugleich Friedhofskapelle. Die ursprüngliche Pfarrei ist bis in das Jahr 1241 nachweisbar. Die Pietà stammt aus dem Jahre 1417/1429, die barocke Ausstattung im Wesentlichen aus dem 17. Jahrhundert. Der Hauptaltar steht an der Ostwand des Chors, die beiden Nebenaltäre vor dem Chorbogen. Die berühmte Pietà steht in einem großen Rundbogenfeld des Hauptaltars zwischen gedrehten Säulen. Am südlichen Chorbogen ist die tonnenförmige Kanzel angebracht. Votivtafeln aus den Jahren 1713 bis 1830 erinnern an die Blüte der Wallfahrt in dieser Zeit.
Sigmaringen-Laiz
Im Sigmaringer Ortsteil Laiz steht neben dem unscheinbaren ehemaligen Frauenkloster die 1308 erbaute Wallfahrtskirche „St. Peter und Paul“. Die Laizer Pfarrkirche verfügt über zahlreiche sakrale Kunstwerke der Gotik und des Barock. Die Chorfresken stammen aus der Zeit um 1430, die Chorbilder und Fresken sind ein Werk des Sigmaringer Barockmalers Andreas Meinrad von Ow (1712–1792). Die Kirche beherbergt des Weiteren den Gnadenaltar und den Magdalenenaltar. Darüber hinaus verfügt sie über mehrere bedeutende figürliche Werke, darunter diverse Madonnendarstellungen sowie einige interessante Grabmale. Im 19. Jahrhundert wurden an der Laizer Pfarrkirche zahlreiche Reparaturen notwendig, diese konnten aber mangels Geld nur schleppend behoben werden. 1887 wurde die Kirche restauriert und es entstand ein neues Pfarrhaus.
Inzigkofen

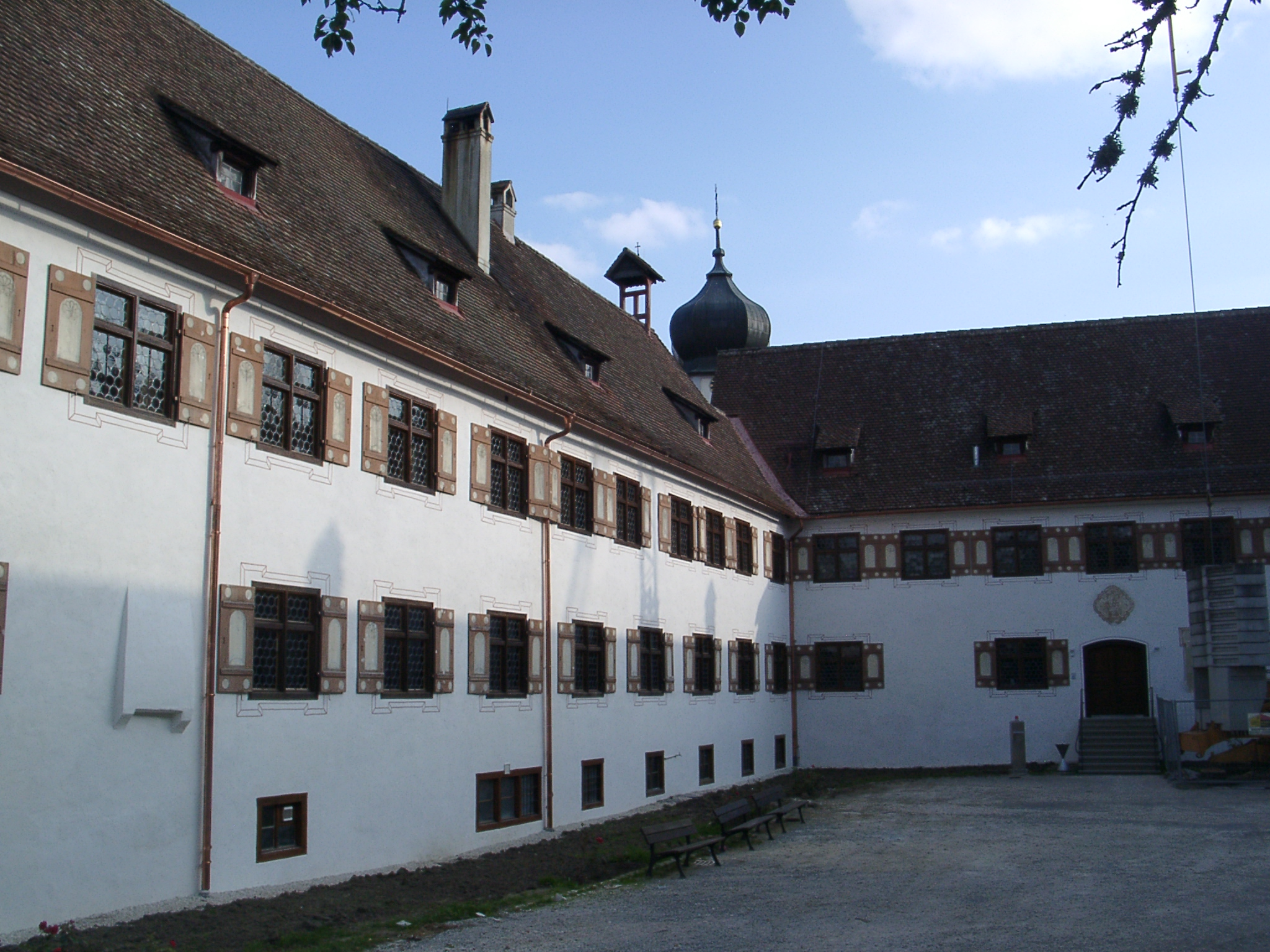
Stiftsgebäude

Das ehemalige Augustinerchorfrauenstift in Inzigkofen wurde 1354 gegründet. Der heutige Bau stammt aus den Jahren 1659–1663 und weist Kreuzgang, Prälatensaal und Stuckdecken auf. Die ehemaligen Stiftskirche St. Johannes Baptist hat einen Turm von 1484. Sie wurde im Jahr 1780 nach Plänen des Haigerlocher Baumeisters Christian Großbayer umgebaut. Sie erhielt dabei ihre heute weitestgehend klassizistische Form mit dem Hochaltar. Die Nonnenempore zeigt ein kunstvolles Gitter aus Zweigen und Pappmaché.
Beuron
Berühmt ist Beuron durch die Benediktiner-Erzabtei, welche das Zentrum der Beuroner Kongregation darstellt. Das Kloster wurde 1077 als Augustiner-Chorherrenstift gegründet. Nach seiner Auflösung im Zuge der Säkularisation 1803 ging sein Gebiet in den Besitz des Fürstentums Hohenzollern-Sigmaringen über. 1863 wurde das Kloster als Benediktinerkloster neu gegründet und 1868 zur Abtei erhoben, von der die Gründung vieler anderer Benediktinerklöster ausging. Die Bauten stammen teils von Franz Beer (1694 bis 1707), teils sind sie neu. Die barocke Klosteranlage weist bemerkenswerte Räume und eine große Klosterbibliothek auf. Beuron war im späten 19. Jahrhundert Zentrum der Beuroner Kunstschule und der seit 1967 eingestellten aber juristisch fortbestehenden Theologischen Hochschule Beuron.

Im Liebfrauental wurde 1892 die lebensgroße Marienstatue Unsere Liebe Frau von Lourdes aufgestellt. Daraus entwickelte sich zu der Lourdesgrotte eine bis heute lebendige Wallfahrt.
Inzigkofen-Engelswies
Im Inzigkofener Ortsteil Engelswies steht die Wallfahrtskirche zur Schmerzhaften Muttergottes; eine Wallfahrt ist seit 1112 in alten Aufzeichnungen bezeugt. Gottfried Werner von Zimmern ließ 1516 und 1517 eine neue Wallfahrtskirche errichten. Seit dem 14. Jahrhundert besteht eine Wallfahrt zu Ehren der Mater Dolorosa und der Heiligen Verena in dem Meßkirch unmittelbar benachbarten und zur Pfarrei der Meßkircher Martinskirche gehörenden Engelswies. Ihr Bau wich im 18. Jahrhundert einer Barockkirche. Die letzte Innenrenovation der Wallfahrtskirche und eine Aufdeckung der Spiegelbilder an der Orgelempore erfolgte in den Jahren 2001/2002.

Für die St. Verenakapelle wird schon für das 7. Jahrhundert ein Kult angenommen. Eine Legende besagt, dass wegen lang andauernder Hitze großer Wassermangel herrschte und ein Hirtenknabe glaubte, vor Durst sterben zu müssen, und sich deshalb an Gott und die Heilige Maria wendete. Er wurde erhöht. Die Jungfrau Maria und die Heilige Verena erschienen ihm. Verena schüttete Wasser aus ihrem Schurz auf die Erde, wo sogleich eine Quelle entsprang. Die Muttergottes berührte das Wasser mit einem Stab und segnete es. Die Quelle hatte laut schriftlicher Quelle im Lauf der Jahrhunderte nicht den Durst der Menschen und Tiere gestillt, sondern Kranke, Pesthafte, Elende, Betrübte, Besessene und Aussätzige von ihren üblen Zuständen wunderlich gereinigt und gesund gemacht. Das fromme Volk ließ deshalb in der Nähe des Verenabrunnens, im heutigen Gewann „Kohlhau“ eine Kapelle errichten. Zweimal im Jahr, am Dreifaltigkeitssonntag und am ersten Sonntag im September, zeihen Gläubige des Ortes und der Umgebung in Prozession zum „Käppele“, um dort die Brunnenheilige Verena zu verehren. 1730 hat die Kapelle durch gründlichen Umbau ihre heutige Form erhalten.
Meßkirch

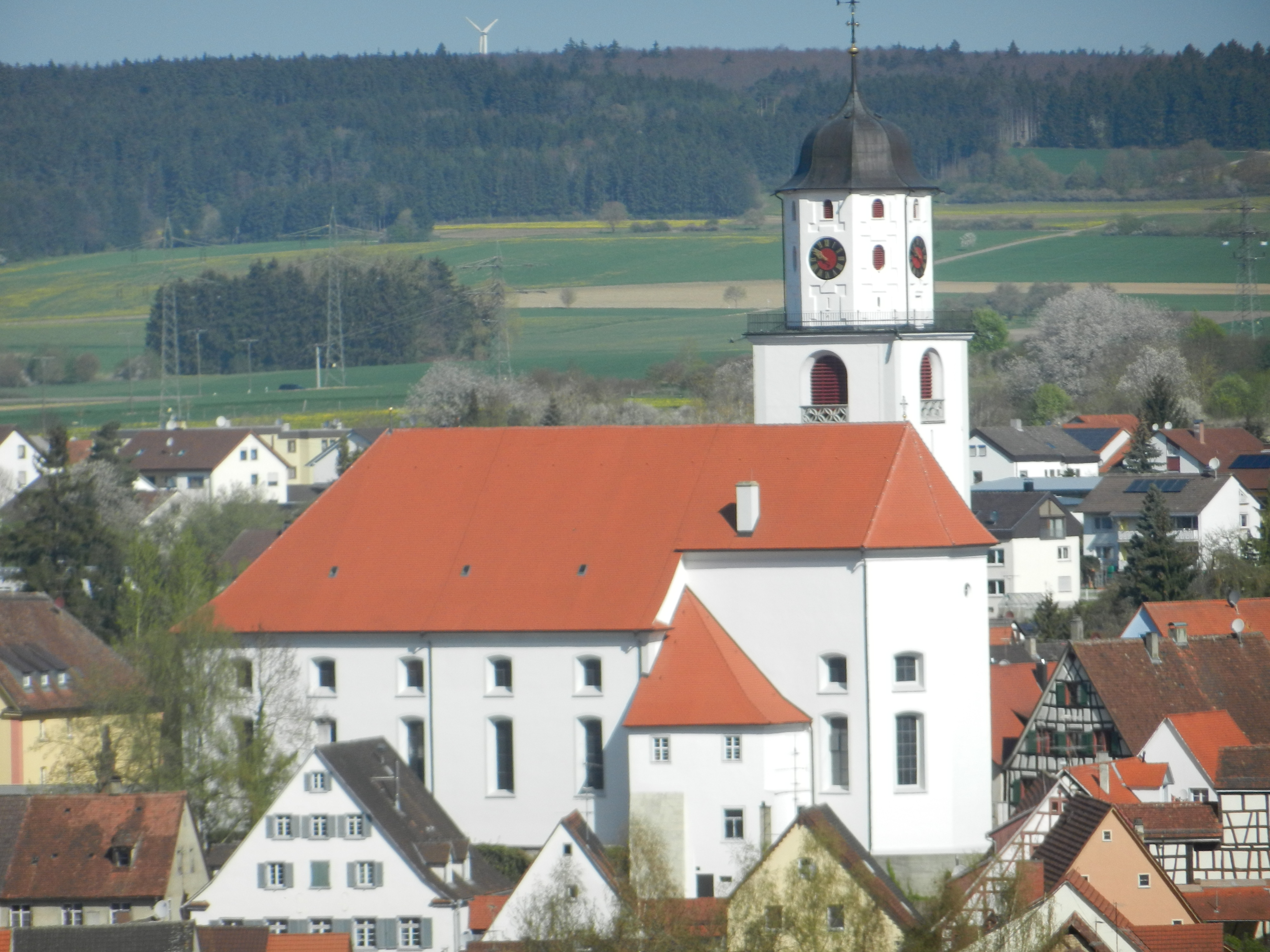
St. Martin in Meßkirch

Die Stadtpfarrkirche St. Martin ist die katholische Kirche in Meßkirch. Sie ist eine ursprünglich gotische Hallenkirche als fränkische Gründung um 750, wurde 1526 als spätgotische Säulenbasilika von Lorenz Reder unter Gottfried Werner von Zimmern neu erbaut, zwischen 1769 und 1773 im Stil des Rokoko umgestaltet und mit Malereien von Andreas Meinrad von Au und Stuck von Johann Jakob Schwarzmann aus Schnifis ausgestattet.
Die barockisierte St.-Johannes-Nepomuk-Kapelle (Nepomukkapelle) wurde 1732–1739 als Anbau an die gotische Kirche unter dem Patronatsherrn Fürst Froben Ferdinand von Fürstenberg-Meßkirch und nach Plänen von Johann Caspar Bagnato erbaut und von den Münchner Gebrüdern Asam (Cosmas Damian und Egid Quirin Asam) rund um die Reliquien des heiligen Nepomuk ausgestattet.
Heiligenberg, Ramsberg
Im Wald bei Heiligenberg befindet sich an der einstigen Burg Ramsberg die vermutlich noch aus romanischer Zeit stammende Burgkapelle St. Wendelin. Die Kapelle geht im baulichen Bestand bis in die hochmittelalterliche Burganlage (11. Jahrhundert) der Grafen von Ramsberg und Pfullendorf zurück. Sie ist der Sockel des Bergfrieds, der sich in mindestens doppelter Höhe erhob. Dass sich in diesem Burgturm bereits eine Kapelle befand, ist möglich, jedoch nicht gesichert. Die Ausmalung des Chorraumes (Bilder an der Stirnseite) erfolgte auf den getrockneten Putz und steht in der Stilistik in der Tradition der spätgotischen Malschule des Bodenseeraumes. Die Jahreszahl im Triumphbogen datiert die Malerei in der Ramsbergkapelle auf 1467. Die Marianischen Motive an der Stirnseite weisen auf ein Marienpatrozinum hin. Die Heiligenfriese an den Chorwänden lassen sich heute nur noch zum Teil eindeutig zuweisen, so sind weitere Patrone die Heiligen Sebastian und Christopherus (Fensteröffnung) sowie Wendelin, Agnes, Florian und Agatha (linke Wand von links nach rechts).
Pfullendorf
Die Wallfahrtskirche Maria Schray in Pfullendorf ist vor 1480 zu datieren. Sie ist im Stil des Rokoko gehalten. Die Stuckierung ist von Johann Jakob Schwarzmann, die Altäre im Zopfstil sind von Fidelis Mock. Zur Ausstattung gehört weiterhin eine frühbarocke Wallfahrtsmadonna und eine Winterhalterorgel.
Ostrach-Habsthal
Das Kloster Habsthal, eigentlich Benediktinerinnenkloster Unserer Lieben Frau Habsthal, ist ein von Benediktinerinnen genutztes Kloster in Habsthal, einem Teilort Ostrachs. Das Klostergebäude ist eine geschlossene Vierflügelanlage aus dem 17. Jahrhundert, die katholische Pfarrkirche St. Stefan, Benediktinerinnen-Klosterkirche entstand 1680 nach Plänen von Jodokus Beer. Sie wurde 1748 neu ausgestattet und zeigt sich nun als Saalkirche mit gerade geschlossenem Chor. St. Stefan birgt eine Menge künstlerischer Schätze und verdeutlicht in den Kunstwerken die Marienverehrung, die im Mittelpunkt ihrer fast 600 Jahre ansässigen Theologie stand.

### Schleife 3 – Zwischen Linzgau und Schussen
Aulendorf – Altshausen – Bad Saulgau – Hohentengen – Ostrach – Königseggwald – Horgenzell – Berg – Fronreute – Wolpertswende – Bad Waldsee – Aulendorf; 126 Kilometer
Aulendorf
In Aulendorf wurde 1976 eine Schönstatt-Kapelle eingeweiht. Schnell entwickelte sie sich zu einer beliebten Wallfahrtsstätte, ihr Gnadenbild trägt den Titel Dreimal Wunderbare Mutter, Königin und Siegerin von Schönstatt.

Einer der Aussichtspunkte Oberschwabens, der Hohenkreuzberg, liegt nördlich von Aulendorf. Hier stehen eine 1859 geweihte Kapelle und ein 1842 erbautes großes Holzkreuz.
Altshausen

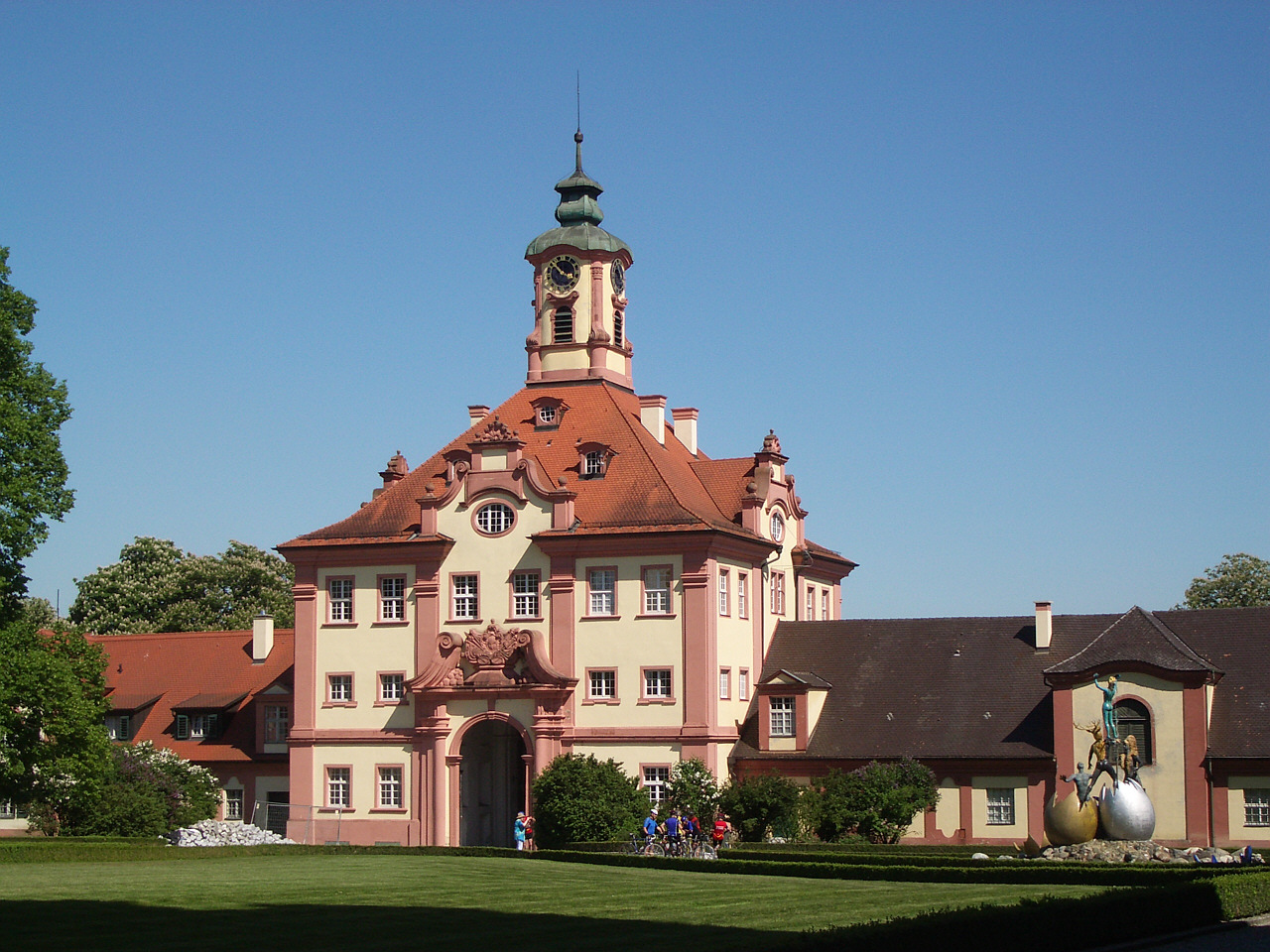
Torgebäude des Deutschordenschlosses

Die Pfarr- und Schlosskirche St. Michael erhebt sich mächtig über das ehemalige Deutschordensschloss in Altshausen.

Das Heilige Grab bei der Pfarr- und Schlosskirche ist ein im Auftrag von Landkomtur Christian Moritz Graf von Königsegg-Rothenfels 1763 gefertigtes barockes Heiliges Grab in der 2002/2003 im Auftrag von Carl Herzog von Württemberg errichteten Kapelle zum Heiligen Grab. Das Kunstwerk besteht aus einer großen bemalten Leinwand, Arkaden und Bildtafeln aus Holz. Mit lebensgroßen Figuren sind Motive von Leiden, Tod und Auferstehung Jesu dargestellt. Über die ausführenden Handwerker und Maler des Heiligen Grabes ist nichts mehr bekannt.
Bad Saulgau-Heratskirch
Die kleine romanische Kapelle in Heratskirch ist dem Heiligen Jakobus geweiht. Sie befindet sich an einem Zubringer des Jakobsweges. Ihr Innenraum beherbergt drei spätgotische Holzplastiken aus der Werkstatt Michel Erharts, entstanden um 1500 in Ulm: Madonna mit Kind sowie die Heiligen Jakobus und Wendelinus. Sie wurde 1447 dem Kloster Sießen einverleibt und bis 1816 nach Sießen eingepfarrt.
Bad Saulgau, Kloster Sießen
Das Kloster Sießen ist ein 1260 gegründetes Kloster der Dominikanerinnen, es wurde 1519 erbaut. Alle Klostergebäude wurden zwischen 1716 und 1722 renoviert und im Stil des Barock überformt. Im Zuge der Säkularisation wurde das Kloster aufgelöst. Seit 1860 werden die Gebäude als Kloster der Franziskanerinnen genutzt. Im „Hummel-Saal“ werden Arbeiten der Schwester Maria Innocentia Hummel ausgestellt, deren Bilder als Vorlagen für die weltberühmten Hummel-Figuren, zum Beispiel die Wanderer, die Gänseliesel und den Ziehharmonikabub, dienen. Die Klosterkirche St. Markus, erbaut 1725, zeigt spätbarocke Fresken der Gebrüder Dominikus und Johann Baptist Zimmermann, sowie Frührokoko-Stuckarbeiten, Schnitzereien und Gemälde von Zehender.
Bad Saulgau-Friedberg
Die barocke Pfarrkirche im Bad Saulgauer Stadtteil Friedberg wurde am 18. Mai 1733 nach dreijähriger Bauzeit vom Weihbischof des Bistums Konstanz, Franz Johann Anton von und zu Sirgenstein eingeweiht. Erbaut wurde die Kirche vom Baumeister des Deutschen Ordens Johann Caspar Bagnato. Der aus Herbertingen stammende Pfarrer Johann Conrad Fürst erteilte den Bauauftrag für den Neubau der Kirche, da die alte Kirche baufällig geworden war. Seit mindestens 250 Jahren ist die Pietà auf dem Hochaltar sowie das Gnadenbild einer schwarz gekleideten, mit blauem Tuchrand umrahmten Schmerzhaften Mutter Gottes Ziel für Wallfahrer, es ist eines von zwei Gnadenbildern. Papst Benedikt XIV. verlieh der Pfarrkirche am 18. April 1748 einen Ablassbrief. Damit begann formell die Wallfahrt.
Hohentengen
In Hohentengen sind die ursprünglich aus dem 15. Jahrhundert stammende Kirche St. Michael – sie wurde 1851 neu gebaut und gilt als bedeutendster Kirchenbau der Jahrhundertmitte in Oberschwaben, und die Marienkapelle, die älteste Kapelle der Gegend, erwähnenswert. Die Marienkapelle ist gotischen Ursprungs, wurde 1784 barockisiert und war ehemals eine Wallfahrtskirche.
Ostrach-Habsthal
Das Kloster Habsthal, eigentlich Benediktinerinnenkloster Unserer Lieben Frau Habsthal, ist ein von Benediktinerinnen genutztes Kloster in Habsthal, einem Teilort Ostrachs. Das Klostergebäude ist eine geschlossene Vierflügelanlage aus dem 17. Jahrhundert, die katholische Pfarrkirche St. Stefan, Benediktinerinnen-Klosterkirche entstand 1680 nach Plänen von Jodokus Beer. Sie wurde 1748 neu ausgestattet und zeigt sich nun als Saalkirche mit gerade geschlossenem Chor. St. Stefan birgt eine Menge künstlerischer Schätze und verdeutlicht in den Kunstwerken die Marienverehrung, die im Mittelpunkt ihrer fast 600 Jahre ansässigen Theologie stand.
Königseggwald
Die Pfarrkirche St. Georg in Königseggwald geht auf ein 970 gestiftetes Bethaus zurück, das 1481 bis 1490 durch Hans von Costenz zu einer gotischen, dreischiffigen Basilika erweitert wurde.

Über einen 1907 angelegten Kreuzweg gelangt man zur 1888 gebauten Marienkapelle, beide sind seinerzeit von der gräflichen Familie Königsegg gestiftet worden.
Horgenzell-Hasenweiler
Im Horgenzeller Ortsteil Hasenweiler steht die Pfarr- und Wallfahrtskirche Mariä Geburt, deren Ausstattung vom Kloster Weingarten geprägt wurde. Zeugnis der Barockisierung (1756 bis 1760) ist unter anderem die Kanzel des Weingartener Bildhauers Fidel Sporer. Das Hochaltarbild (1724) stammt von Gabriel Roth, das Gnadenbild zeigt eine Kopie des berühmten Bildes von Lucas Cranach dem Älteren, Maria-Hilf mit Strahlenkranz. Eine Wallfahrt besteht seit 1797.
Horgenzell-Wolketsweiler
In Wolketsweiler befindet sich die Andachtsstätte Heiliger Hain, eine 1886 vom damaligen Kaplan in Wilhelmskirch angelegte Lourdesgrotte, die im Laufe der Jahre mit Kreuzweg, Ölberggrotte, Holzkreuz und Bildstock erweitert wurde.
Berg-Kellenried

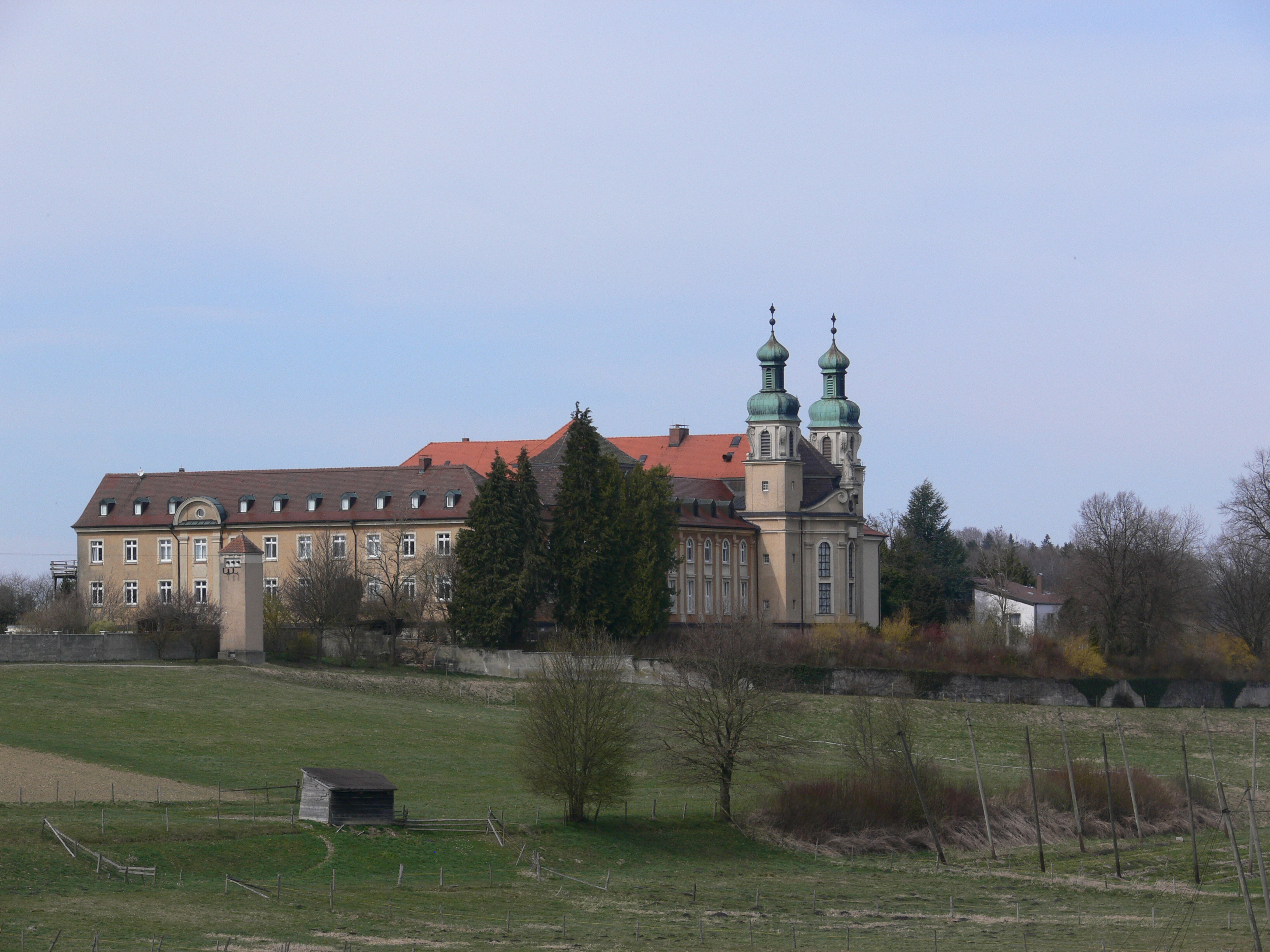
Abtei St. Erentraud

Die Abtei St. Erentraud im Berger Ortsteil Kellenried wurde 1924 als Benediktinerinnen-Kloster der Beuroner Kongregation gegründet. Das bestehende Kloster ist als Kulturdenkmal ausgewiesen. Die ersten Schwestern kamen aus dem Kloster St. Hemma in Gurk in Kärnten und aus der Abtei St. Gabriel. Benannt wurde das Kloster nach der Heiligen Erentraud, der ersten Äbtissin der Benediktinerinnenabtei Nonnberg in Salzburg.
Die Abteikirche St. Erentraud wurde in barockisierendem Stil vom Freiburger Oberregierungsbaurat Adolf J. Lorenz am westlichen Rücken des Schussentals erbaut. Die Grundsteinlegung war am 15. Juli 1923. Der Architekt vereinigte in dem Klosterbau Elemente des Neubarock, des Jugendstils und aus Neuer Sachlichkeit. Das Kloster wurde am 7. September 1924 bezogen.
Fronreute-Staig
Im Fronreuter Ortsteil steht die Wallfahrtskapelle St. Magnus und Agatha, eine der ältesten Kapellen Oberschwabens. Sie verfügt über einen reichen Figurenschatz: die beiden Kirchenpatrone Agatha und Magnus, eine Marienfigur aus der Ulmer Schule, eine Anna selbdritt (um 1500) und den Pestpatron Sebastian.
Wolpertswende
Die 1705 erbaute Gangolfskapelle mit Brunnenhaus in Wolpertswende war bis ins 19. Jahrhundert ein wichtiger Wallfahrtsort für die Bauern der Umgebung: Eine erst 1924 versiegende Quelle sollte Genesung für Pferde und Vieh bringen.
Bad Waldsee-Reute
In Reute, ein südlich gelegener Ortsteil Bad Waldsees, steht das Franziskanerinnenkloster mit der Wallfahrtskirche St. Peter und Paul. Im linken Seitenschiff befindet sich das Pilgerheiligtum, das Grab der Elisabeth Achler (1386–1420), bekannt als Gute Beth.

### Schleife 4 – Zwischen Schussen und Allgäu
Bad Waldsee – Bad Schussenried – Weingarten – Ravensburg – Waldburg – Amtzell – Wangen – Leutkirch – Schloss Zeil – Bad Wurzach – Wolfegg – Bergatreute – Haisterkirch – Bad Waldsee; 200 Kilometer

### Schleife 5 – Zwischen Iller und Riß
Biberach an der Riß – Bad Schussenried – Ochsenhausen – Regglisweiler – Schwendi – Biberach an der Riß; 188 Kilometer

### Schleife 6 – Zwischen Donau und Riß
Ehingen an der Donau – Rottenacker – Grundsheim – Bihlafingen – Ulm – Oberdischingen – Ehingen an der Donau; 114 Kilometer

### Schleife 7 – Zwischen Federsee und Donau
Unlingen – Seekirch – Emerkingen – Dächingen – Munderkingen – Zwiefalten – Unlingen; 100 Kilometer

## Verein
Der im Februar 2008 gegründete Verein der Freunde und Förderer Oberschwäbischer Pilgerweg e. V. unterstützt das Projekt „Oberschwäbischer Pilgerweg“ organisatorisch und finanziell. Seit der Gründung konnten rund achtzig Einzelpersonen und Körperschaften als Mitglieder gewonnen werden. Der Verein hat seinen Sitz in Bad Saulgau.